# Cornelis Rugier Willem Karel van Alderwerelt van Rosenburgh
Cornelis Rugier Willem Karel van Alderwerelt van Rosenburgh, född den 23 december 1863 i Kedong Kebo på Java, död den 1 mars 1936 i Haag var en nederländsk botaniker som specialiserade sig på ormbunksväxter.
Auktorsnamnet Alderw. kan användas för Cornelis Rugier Willem Karel van Alderwerelt van Rosenburgh i samband med ett vetenskapligt namn inom botaniken; se Wikipediaartiklar som länkar till auktorsnamnet.